# 루시 롤리스
루시 롤리스(Lucy Lawless, MNZM, 1968년 3월 29일 ~ )는 뉴질랜드의 배우이다. 드라마 《여전사 지나》에서 주인공인 지나 역을 맡아 이름을 알렸고, 시리즈가 한참 방영 중이던 때에 메인 제작자인 로버트 태퍼트와 결혼식을 올려 화제가 되었다. 그 이후에는 드라마 《스파르타쿠스》에서 바티아투스의 아내인 루크레티아 역을 맡은 것으로 유명하다.

## 출연 작품
- 체인지오버 - 미리엄 칼라일 역
- 스파르타쿠스 - 루크레티아 역
- 여전사 지나 - 지나 역